# جودي تولان
جودي تولان (بالإنجليزية: Jody Tolan)‏ هو لاعب كرة قدم بريطاني في مركز الهجوم، ولد في 5 أكتوبر 1977 في بلفاست في المملكة المتحدة. لعب مع غلينتوران ونادي كليفتونفيل ونادي كوليرين.